# Petsuchos
Petsuchos (in greco antico: Πετεσοῦχος, raramente in italiano Petsuco) è la resa fonetica del nome del coccodrillo sacro del tempio di Sobek a Crocodilopoli, nell'Antico Egitto. Il termine Petsuchos è l'interpretazione greca di una parola egizia che significa "colui che appartiene a Suchos" (il dio coccodrillo noto anche come Sobek), e quindi si può tradurre come «figlio di Sobek». Il Petsuchos era il sacro coccodrillo di Suchos custodito in un lago privato nella città di Crocodopoli. Era una vecchia bestia viziata che portava anelli d'oro nelle orecchie e braccialetti rivettati sulle zampe anteriori.

## Etimologia
Secondo Hans Bonnet il nome significa "nato da Sobek". L'opinione più generalizzata è che fosse il nome di un sacro coccodrillo, venerato a al-Fayyum. Ulrich Wilcken riferisce che nel 21 ° anno di Tolomeo XII fu venerato un coccodrillo Petsuchos. Adolf Erman, tuttavia, suppone che fosse una persona deificata; basandosi su Plinio il Vecchio, asserisce infatti che si trattasse del costruttore del labirinto di Hawara, descritto da Erodoto.

## Culto
Il suo contributo alla guarigione di Osiride fece sì che Sobek venisse considerato una divinità positiva e protettiva: la sua ferocia poteva rivolgersi contro il male nella difesa degli innocenti. Così, Sobek divenne oggetto di un'ampia pietà popolare e destinatario di frequenti offerte votive, soprattutto nel periodo tardo dell'Egitto. Numerosi coccodrilli furono mummificati, specialmente nel periodo tolemaico e romano dell'Egitto, per essere recati in offerta ai centri del culto di Sobek. Talvolta gli venivano offerte anche uova mummificate di coccodrillo, per simboleggiare la sua natura ciclica nella forma di Sobek-Ra (con riferimento cioè al corso quotidiano del sole). Allo stesso tempo, i coccodrilli del fiume crebbero nella considerazione degli egizi fino a essere considerati incarnazioni di Sobek; dopo la morte, ciascun esemplare veniva mummificato durante una grande manifestazione rituale in quanto immagine sacra, ancorché terrena, del suo dio protettore. Tale pratica aveva luogo soprattutto nel tempio principale di Crocodilopoli, odierna Fayyum, capitale del XXI distretto dell'Alto Egitto. I coccodrilli in questione sono stati rinvenuti con cuccioli nella bocca e sul dorso: fra i pochi non-mammiferi a prendersi diligentemente cura della prole, il coccodrillo trasporta i cuccioli proprio in questi modi. La pratica di preservare questo comportamento dell'animale immortalandolo nella mummia intendeva probabilmente evidenziare il fine protettivo della ferocia del dio Sobek.
I Petsuchoi erano trattati come dei, adornati con oro e pietre preziose. Quando un Petsuchos moriva il suo corpo veniva mummificato e sostituito da un altro.
Questa divinità veniva venerata a Per-Sobek (Crocodilopoli), Kerkeosiris e Theadelfia, dove si trovano i suoi santuari. A Karanis il tempio meridionale fu dedicato agli dei coccodrillo locali, Pnepheros e Petesouchos.

## Nella cultura di massa
- Nel celebre gioco di strategia Age of Mythology, i Petsuchos sono una delle unità mitiche degli egiziani. Nel videogioco gli viene assegnato il nome scientifico fittizio di Crocodilus tyranosuchos e le dimensioni di 180 kg (400 lbs) di peso e oltre 7 metri (24') di lunghezza.[9]
- Nel videogioco Assassin's Creed: Origins molte delle missioni ambientate a Crocodilopoli e dintori sono incentrate sul culto di Sobek o sui coccodrilli del deserto; in particolare, nella missione secondaria Lacrime di Sobek bisogna investigare sul perché il sacro e grosso coccodrillo albino Petsuco si sia improvvisamente infuriato durante il rituale di nutrimento rischiando di uccidere il suo guardiano.
- Il Petsuchos appare come antagonista nel racconto Il figlio di Sobek, avventura crossover fra Percy Jackson e gli dèi dell'Olimpo e The Kane Chronicles, entrambe saghe dello scrittore Rick Riordan. Facente parte di un ciclo di avventure poi raccolte nel volume Percy Jackson e gli dèi dell'Olimpo - Le storie segrete, Il figlio di Sobek fu l'inizio di tutto il crossover, e fu precedentemente rilasciata come racconto inedito in alcune edizioni del secondo romanzo di The Kane Chronicles, ovvero Il trono di fuoco.